# Route de Niskapietilä
La route de Niskapietilä (finnois : Niskapietiläntie), est une route historique longue de 19,5 km menant de Ruokolahti à Rautjärvi.

## Présentation
La route Niskapietiläntie est une route historique depuis 1989.
La route fait partie des  environnements culturels bâtis d'importance nationale inventoriés par la direction des musées de Finlande. 